# سامانه کنترل
سامانه کنترل یا سیستم کنترل به مجموعهٔ ابزار و تمهیداتی گفته می‌شود که به منظور کنترل نمودن و تحت مدیریت قرار دادن رفتار فرایندها و سامانه‌ها مورد استفاده قرار می‌گیرد.
شرط اساسی یک سامانه کنترلی این است که باید پایدار باشد. همچنین باید علاوه بر پایداری مطلق، پایداری نسبی قابل قبولی نیز داشته باشد؛ یعنی پاسخ باید به‌طور معقولی سریع و میرا باشد. سامانه کنترلی باید بتواند خطاها را تا صفر یا مقادیر نسبتاً کمی کاهش دهد. شرط پایداری نسبی معقول و شرط دقت در حالت ماندگار ناسازگارند. در طراحی سامانه‌های کنترل باید میان این دو شرط مؤثرترین مصالحه را برقرار کرد.

## روش طراحی سامانه‌های کنترل
روش اصلی طراحی هر سامانه کنترل عملی الزاماً مبتنی بر روش‌های آزمون و خطاست. ترکیب هر سامانه کنترل خطی از لحاظ نظری ممکن است؛ و مهندسی کنترل قادر است به روشی منظم اجزای لازم برای انجام منظوری مشخص را تعیین کند. اما در عمل ممکن است محدودیت‌های مختلفی بر سر راه سامانه قرار بگیرد. یا سامانه غیر خطی بشود. در چنین مواردی، هیچ روش ترکیبی وجود ندارد. حتی ممکن است که مشخصه‌های اجزا دقیقاً معلوم نباشند؛ بنابراین همواره ضرورت دارد که از روش‌های آزمون و خطا استفاده شود.
آنچه که در عمل با آن مواجه هستیم این است که دستگاه مشخصی وجود دارد و مهندس کنترل باید بقیه سامانه را به گونه‌ای طراحی کند تا کل سامانه بتواند مشخصات مفروضی را برآورده سازد؛ و وظیفه خاصی را انجام دهد. ویژگی‌های چنین سامانهٔ باید به صورت ریاضی بیان شود.
مهندس کنترل در طراحی سامانه‌های کنترل باید بتواند پاسخ سامانه به سیگنال‌ها و اغتشاشات گوناگون را تعیین و واکاوی کند. معمولاً طرح اولیه سامانه رضایتبخش نیست. پس در صورت لزوم سامانه را باید دوباره طراحی و واکاوی کند؛ و این فرایند را تا آنجا تکرار کند که به سامانه مطلوب دست یابد. پس از آن می‌تواند نمونه فیزیکی سامانه را بسازد.

## واکاوی سامانه‌های کنترل در حوزه زمان
چون در غالب سامانه‌های کنترل، زمان به عنوان متغیر مستقلی به کار می‌رود، معمولاً این کمیت برای یافتن پاسخهای حالت و خروجی نسبت به زمان، یا به صورت خلاصه، پاسخ زمانی، مورد توجه است. در مسایل واکاوی، به یک سامانه یک سیگنال ورودی مبنا اعمال می‌شود و عملکرد سامانه با مطالعه پاسخ سامانه در حوزه زمان ارزیابی می‌شود.

## طراحی سامانه‌های کنترل در حوزه زمان
منظور از طراحی سامانه‌های کنترل در حوزه زمان استفاده از خواص و مشخصه‌های حوزه زمانی سامانهٔ است که قرار است طراحی شود. مشخصه‌های حوزه زمانی یک سامانه کنترل خطی با پاسخهای گذرا و حالت مانای سامانه وقتی برخی سیگنال‌های آزمون اعمال می‌شوند، عرضه می‌شوند. بسته به اهداف طراحی، این سیگنال‌های آزمون معمولاً به صورت یک تابع پله‌ای یا یک تابع شیبی یا تابع‌های حوزه زمانی دیگر است. وقتی ورودی یک تابع پله‌ای است غالباً درصد فراجهش، زمان خیز و زمان استقرار برای سنجش عملکرد سامانه به کار می‌روند. برای مشخص کردن پایداری نسبی سامانه به لحاظ کمی نسبت میرایی و فرکانس نامیرای طبیعی را می‌توان به کار برد. این کمیتها را تنها در مورد سامانه مرتبه دوم نمونه می‌توان دقیقاً تعریف کرد. در سامانه‌های مرتبه بالاتر این کمیتها تنها وقتی معنی دارند که جفت قطب‌های نظیر تابع تبدیل حلقه بسته بر پاسخ دینامیک سامانه مسلط باشند؛ بنابراین برای طراحی در حوزه زمان، معیارهای طراحی غالباً شامل ماکسیمم فراجهش به عنوان یک پارامتر طراحی می‌شوند.

## واکاوی سامانه‌های کنترل در حوزه فرکانس
عملکرد یک سامانه کنترل با مشخصه‌های پاسخ در حوزه زمان واقعی تر و مستقیم تر سنجیده می‌شود. دلیل این امر این است که عملکرد غالب سامانه‌های کنترل بر اساس پاسخهای مربوط به سیگنال‌های آزمون خاصی بررسی می‌شود. این امر با واکاوی و طراحی سامانه‌های مخابراتی که در آن‌ها پاسخ فرکانسی از اهمیت بیشتری برخوردار است، مغایرت دارد؛ زیرا در این حالت اکثر سیگنال‌هایی که باید پردازش شوند، یا سینوسی هستند یا مرکب از اجزای سینوسی هستند.

## طراحی سامانه‌های کنترل در حوزه فرکانس
به‌طور کلی روش‌های طراحی واکاویی مناسبی برای سامانه‌های مرتبه بالا وجود ندارد. اگرچه روش‌های مکان ریشه‌ها و کانتور ریشه‌ها اطلاعاتی دربارهٔ آثار انواع مختلف کنترل‌کننده به دست می‌دهند، اما این‌ها نمی‌توانند پارامترهای کنترل کننده‌ها را مشخص سازند، مگر اینکه تعداد زیادی مکان ریشه رسم شود. اما طراحی در حوزه فرکانس به برکت روش‌های نیمه ترسیمی امکان طراحی سامانه‌اتیک سامانه‌های کنترل خطی را فراهم می‌سازد.

## سامانه کنترل حلقه‌بسته
سامانه کنترل حلقه بسته (closed-loop control system) سامانهٔ است که در آن سیگنال خروجی بر عمل کنترل اثر مستقیم دارد. سامانه‌های کنترل حلقه بسته، سامانه‌های کنترل پسخوردی هستند. سیگنال خطای کارانداز که تفاضل بین سیگنال ورودی و سیگنال پسخورد است، به کنترل‌کننده اعمال می‌شود تا خطا را کاهش دهد؛ و خروجی سامانه را به مقدار مطلوب برساند. اصطلاح «حلقه بسته» بر استفاده از عمل پسخوردی برای کاهش خطای سامانه دلالت دارد.

## نمونه‌ها
- یخچال‌های خانگی
- آبگرمکن‌های خودکار
- سامانه‌های گرمایش خودکار منازل که کنترل ترموستاتی دارند.
- اگر تعداد اتومبیل‌های منتظر در پشت چراغ‌های راهنما که خود نمونه‌ای از سامانه کنترل حلقه باز هستند را در منطقه شلوغی از شهر پیوسته بشماریم و اطلاعات حاصل را به مرکز کنترل کامپیوتری چراغ‌های راهنما ارسال کنیم، سامانهٔ حلقه بسته خواهیم داشت.

## نگره کنترل
نگره نوین کنترل نسبت به نگره کلاسیک کنترل مزایای بسیاری دارد. از نگره نوین می‌توان در طراحی سامانه‌های وابسته به زمان چند متغیره استفاده کرد. این نگره، مهندس کنترل را قادر می‌سازد که در ترکیب سامانه‌های بهینه شرایط اولیه را به دلخواه برگزیند؛ و به این ترتیب تنها با جنبه‌های واکاویی مسائل سروکار داشته باشد. یکی از مزایای عمده نگره نوین کنترل این است که برای انجام محاسبات عددی لازم می‌توان از کامپیوترهای رقمی استفاده کرد.

## واکاوی مکان ریشه‌ای سامانه‌های کنترل
ابتدا باید اثرهای یک صفر را بر روی شکل مکان ریشه‌های یک سامانه مرتبه دوم بررسی کرد. سپس به مقایسه اثرهای کنترل مشتقی و پسخورد سرعت در عملکرد سرومکانیزم وضعیتی پرداخت. سپس باید سامانه پایدار مشروط و سامانه‌های ناکمینه-فاز و سرانجام تغییرات دو پارامتر سامانه را بررسی نمود.